# EMD 645

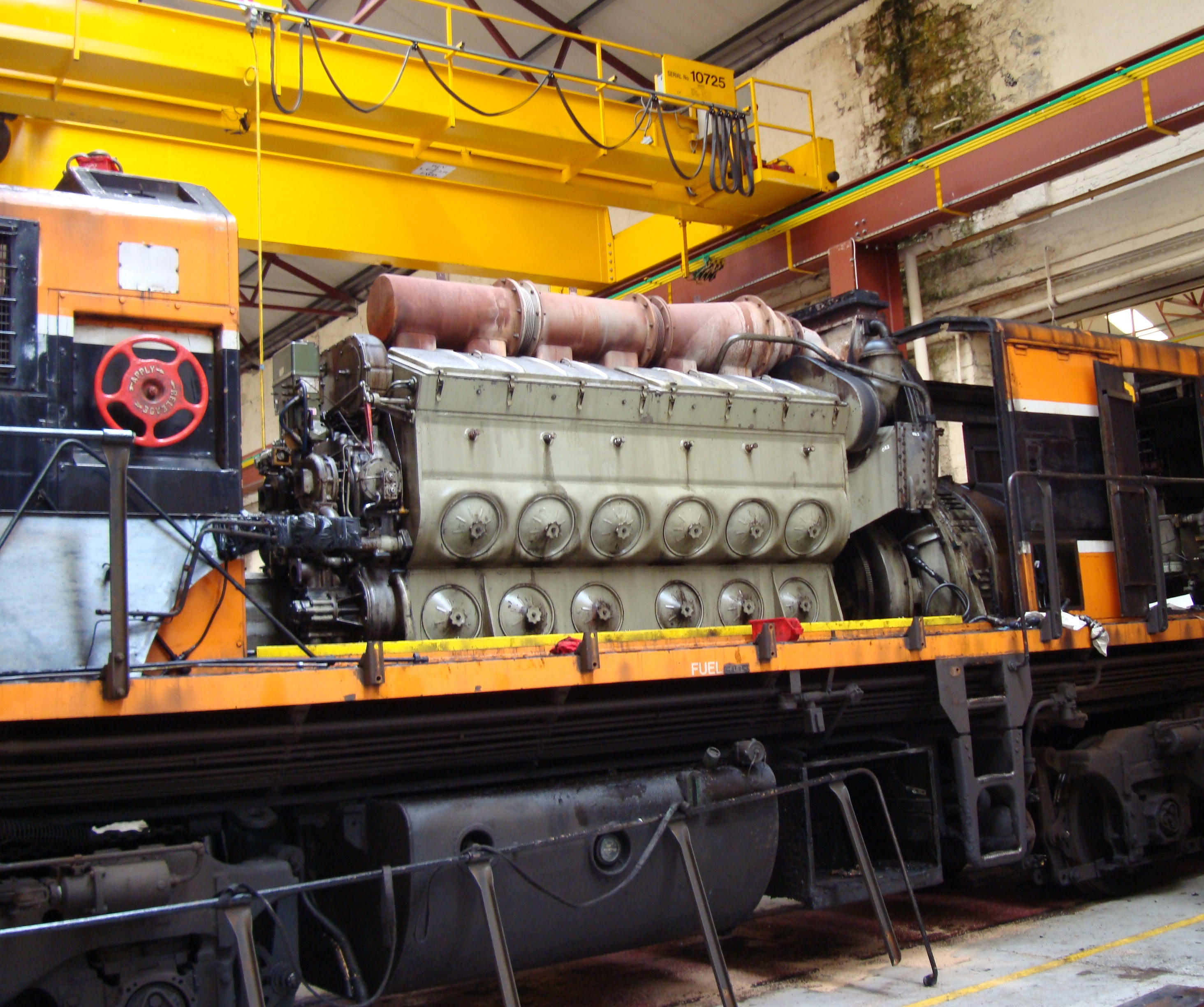
Un motor turbo EMD 12-645E3, instalado en una locomotora Clase Iarnród Eireann 071.

EMD 645 es una familia de motores diésel fabricada por la división para locomotoras, motores marinos y plantas de potencia Electro-Motive Diesel de General Motors. Cronológicamente la serie 645 se encuadra entre la anterior serie EMD 567 y la posterior serie EMD 710. Todavía se proporciona mantenimiento por parte de EMD.

## Historia
La serie 645 entró en producción en 1965 como un desarrollo a partir de la anterior serie EMD 567. Contaba con un mayor diámetro (254 mm en lugar de 215,9 mm) manteniendo la misma carrera. La velocidad de giro del motor se incrementó de las 800/835 RPM a las 900 RPM. EMD construyó el prototipo SD40 #434 en julio de 1964 para probar el motor 16-645E3. Otros ocho prototipos SD40 #434A-434H se construyeron en 1965 a la vez que un prototipo GP40X #433A. Finalmente en diciembre de 1965 y enero de 1966 los primeros tres prototipos SD45 #4351-4353 se construyeron para probar el motor 20-645E3. Cuando el motor 645 entró en producción su primer uso fue en las series 40 de EMD (GP40, SD40) en su versión de 3000 caballos (2200 kW) y 16 cilindros, y de 3600 caballos (2700 kW) y 20 cilindros para la EMD SD45.

## Especificaciones
Todos los motores 645 son de dos tiempos en V a 45 grados. Cada cilindro tiene 645 pulgadas cúbicas (10,57 litros) de ahí su denominación. Los cilindros poseen un diámetro de 230,2 mm, una carrera de 254 mm y una relación de compresión de 14,5:1. Los motores están equipados con simple o doble sobre-alimentación por bomba de vacío o un turbocompresor mecánicamente asistido según los requerimientos de potencia.
- Rotación (desde la parte trasera del motor): en el sentido de las agujas del reloj.
- Orden de encendido:
  - Ocho cilindros: 1, 5, 3, 7, 4, 8, 2, 6
  - Doce cilindros: 1, 12, 7, 4, 3, 10, 9, 5, 2, 11, 8, 6
  - Dieciséis cilindros: 1, 8, 9, 16, 3, 6, 11, 14, 4, 5, 12, 13, 2, 7, 10, 15
  - Veinte cilindros: 1, 19, 8, 11, 5, 18, 7, 15, 2, 17, 10, 12, 3, 20, 6, 13, 4, 16, 9, 14
- Válvulas de escape: cuatro por cilindro.
- Bancadas:
  - Ocho cilindros: 5
  - Doce cilindros: 7
  - Dieciséis cilindros: 10
  - Veinte cilindros: 12
- Inyección de combustible: un inyector con válvula de aguja
- Arranque del motor:
  - Generador de tracción CA: doble motor de arranque eléctrico
  - Generador de tracción CC: Generador de campo.
- Peso (modelos con turbocompresor E3B)
  - Ocho cilindros: 10 toneladas
  - Doce cilindros: 12,8 toneladas
  - Dieciséis cilindros: 16,5 toneladas
  - Veinte cilindros: 19,5 toneladas